# Liga Femenina de Voleibol Argentino
Liga Femenina de Voleibol Argentino är en årlig volleybollserie för damer i Argentina. Serien har funnits sedan 1996 och organiseras av Federación del Voleibol Argentino. Som många andra högstaserier i volleyboll består den av seriespel följt av en cup mellan de bäst placerade lagen. Vinnaren bli argentinsk mästare.

## Resultat per år
| Säsong                  | Podium                              | Podium                              | Podium                              |
| Mästare                 | Tvåa                                | Trea                                |                                     |
| ----------------------- | ----------------------------------- | ----------------------------------- | ----------------------------------- |
| 1996-97 mer information | Gimnasia y Esgrima de Buenos Aires  | CA Boca Juniors                     | -                                   |
| 1997-98 mer information | Gimnasia y Esgrima de Buenos Aires  | CA Boca Juniors                     | -                                   |
| 1998-99 mer information | CA River Plate                      | Club Náutico Hacoaj                 | Club de Gimnasia y Esgrima La Plata |
| 1999-00 mer information | Club de Gimnasia y Esgrima La Plata | Club Náutico Hacoaj                 | -                                   |
| 2000-01 mer information | Club de Gimnasia y Esgrima La Plata | Asociación Bancaria                 | -                                   |
| 2001-02 mer information | Universidad de Buenos Aires         | Club de Gimnasia y Esgrima La Plata | -                                   |
| 2002-03 mer information | Club de Gimnasia y Esgrima La Plata | CA Boca Juniors                     | -                                   |
| 2003-04 mer information | Gimnasia y Esgrima de Buenos Aires  | CE Banco de la Nación Argentina     | -                                   |
| 2004-05 mer information | CA River Plate                      | Club de Gimnasia y Esgrima La Plata | -                                   |
| 2005-06 mer information | CA River Plate                      | CE Banco de la Nación Argentina     | -                                   |
| 2006-07 mer information | CA River Plate                      | CE Banco de la Nación Argentina     | -                                   |
| 2007-08 mer information | CE Banco de la Nación Argentina     | CA Boca Juniors                     | -                                   |
| 2008-09 mer information | CE Banco de la Nación Argentina     | CA Boca Juniors                     | -                                   |
| 2009-10 mer information | CE Banco de la Nación Argentina     | CA Boca Juniors                     | -                                   |
| 2010-11 mer information | CA Boca Juniors                     | Club Atlético y Biblioteca Bell     | -                                   |
| 2011-12 mer information | CA Boca Juniors                     | Club Atlético Estudiantes           | -                                   |
| 2012-13 mer information | CA Vélez Sarsfield                  | CA Boca Juniors                     | -                                   |
| 2013-14 mer information | CA Boca Juniors                     | CA Vélez Sarsfield                  | CA Villa Dora                       |
| 2014-15 mer information | CA Boca Juniors                     | CA Villa Dora                       | Club de Gimnasia y Esgrima La Plata |
| 2015-16 mer information | CA Villa Dora                       | CA Boca Juniors                     |                                     |
| 2017 mer information    | Club de Gimnasia y Esgrima La Plata | CA Vélez Sarsfield                  |                                     |
| 2018 mer information    | CA Boca Juniors                     | CA San Lorenzo de Almagro           |                                     |
| 2019 mer information    | CA Boca Juniors                     | CA San Lorenzo de Almagro           |                                     |
| 2020 mer information    | Ej utdelat                          | Ej utdelat                          | Ej utdelat                          |
| 2021 mer information    | CA San Lorenzo de Almagro           | Club de Gimnasia y Esgrima La Plata |                                     |
| 2022 mer information    | CA Boca Juniors                     | Club de Gimnasia y Esgrima La Plata |                                     |

## Resultat per klubb
| Lag                                 | Antal titlar | Vunna säsonger                                       |
| ----------------------------------- | ------------ | ---------------------------------------------------- |
| CA Boca Juniors                     | 7            | 2010-11, 2011-12, 2013-14, 2014-15, 2018, 2019, 2022 |
| CA River Plate                      | 4            | 1998-99, 2004-05, 2005-06, 2006-07                   |
| Club de Gimnasia y Esgrima La Plata | 4            | 1999-00, 2000-01, 2002-03, 2017                      |
| Gimnasia y Esgrima de Buenos Aires  | 3            | 1996-97, 1997-98, 2003-04                            |
| CE Banco de la Nación Argentina     | 3            | 2007-08, 2008-09, 2009-10                            |
| Universidad de Buenos Aires         | 1            | 2001-02                                              |
| CA Vélez Sarsfield                  | 1            | 2012-13                                              |
| CA Villa Dora                       | 1            | 2015-16                                              |
| CA San Lorenzo de Almagro           | 1            | 2021                                                 |